# Сергеј Скрипаљ
Сергеј Викторович Скрипаљ (Калињинград, 23. јун 1951) јесте бивши руски обавештајни официр који је био дупли аген,т активан за интересе Уједињеног Краљевство, у периоду током деведесетих и раних двехиљадитих. Четврог децебра, ухапсио га је ФСБ, оптужен је за велеиздају и осуђен је на 13 година затвора. Скрипаљ се преселио у Уједињено Краљевство током размене шпијуна 2010. Он има двојно држављанство, Русије и Уједињеног Краљевство.
Четвртог марта 2018, он и његова ћерка Јулија, руска држављанка која га је посетила дошавши из Москве, отровани су нервним агенсом „Новичок“ који је развила Русија, и примљени су у окружну болницу у Солсберију у критичном стању. Тровање је истражила британска обавештајна служба као покушај убиства.
Двадесет и деветог марта 2018, наведено је да је Јулија Скрипаљ ван критичног стања и да је била „свесна и да говори“. Недељу дана касније, 6. априла, објављено је да Сергеј Скрипаљ више није у критичном стању. Пуштен је из болнице 18. маја 2018.

## Биографија
Сергеј Скрипал је рођен у Калињинграду, Калињинградска област, Руска СФСР, 23. јуна 1951. Одрастао је у граду Озјорску, такође у Калињинградској области., Kaliningrad Oblast, Russian SFSR, on 23 June 1951.
Скрипаљ је 1972. завршио војну инжењерску школу у Калињинграду под именом Жданов, која се налазила у селу Борисово (раније Краусен (Кенигсберг) са квалификацијом сапер - падобранац. Затим је студирао на Московској војној инжењерској академији, а потом је служио у совјетским ваздушно-десантним трупама где је био распоређен у Авганистану током совјетско-авганистанског рата под командом Бориса Громова.
Скрипаљ је кооптиран у војну обавештајну службу (ГРУ) из Ваздушно-десантних трупа. Почетком 1990-их био је постављен као официр ГРУ-а у амбасади на Малти. Године 1994. добио је позицију у канцеларији војног аташеа у Мадриду, Шпанија. Године 1995, према ФСБ-у и другим изворима, док је био у Шпанији, регрутовао га је британски обавештајни агент Пабло Милер који се представљао као Антонио Алварез де Идалго. Према обавештајним изворима које је цитирао Тајмс у марту 2018, Скрипаљ је први пут примећен као потенцијал за регрутовање од стране шпанских обавештајаца, али му се обратио британски регрутер око јула 1995. и дао му је кодно име „Forthwith“ Према ФСБ-у, Пабло Милер је такође био укључен у напоре да се регрутује друге руске агенте и био је у контакту са Александром Литвињенком.
Током 1996, због дијабетеса Скрипаљ је враћен у Москву, где је наставио да ради у штабу ГРУ и једно време је био вршилац дужности директора кадровског одељења ГРУ. Имао је чин пуковника када је пензионисан, због неадекватног здравственог стања, 1999. године. Наставио је да путује у Шпанију, где му је на располагању била кућа у близини Малаге коју су му обезбедили британски обавештаји.
Према руским тужиоцима, он је почео да ради за MI6 1995. године и одавао је државне тајне, попут идентитета руских обавештајних агената. Након пензионисања радио је у одељењу Руског министарства спољних послова, док је наставио да ради за MI6. Наводно је одао идентитет 300 руских агената.
Од 2001. Скрипаљ је радио у министарству владе Московске области.

## Хапшење и осуда
У децембру 2004. Скрипаq је ухапшен испред своје куће у московском округу Крилатское, убрзо након повратка из Британије. У августу 2006. осуђен је за шпијунирање за Британију. Тужиоци су рекли да је он достављао информације MI6 од 1990-их и да му је MI6 платио 100.000 долара за те информације. Уз контроверзне околности, он је осуђен по „члану 275” Руског кривичног закона (велеиздаја у виду шпијунаже) од стране московског регионалног војног суда у процесу који jе био затворен за јавност. In August 2006, he was convicted of spying for Britain. Prosecutors said he had been supplying MI6 with information since the 1990s and was paid $100,000 by MI6 for the information. Тужилаштво, које је заступао главни војни тужилац Сергеј Фридински, залагало се за казну од 15 година – уместо максималне од 20 година из члана 275 – због олакшавајућих околности као што је његова сарадња са истражитељима.
Скрипаљ је осуђен на 13 година затвора; одузети су му војни чин и одликовања. Афера је откривена јавности тек након што је осуђен у августу 2006. Скрипаљеви адвокати уложили су жалбу на казну, што је потврдио Војни колегијум Врховног суда 30. новембра 2006.

## Ослобађање и живот у УК
Деветог јула 2010, Скрипаљ и још тројица Руса, који су били у затвору због шпијунирања у корист САД, ослобођени су у оквиру размене шпијуна. Четворица мушкараца су размењена за десет руских агената ухапшених у Сједињеним Државама у оквиру Илегалног програма. Влада Велике Британије је инсистирала да Скрипаљ буде укључен у размену.
Скрипаљ се преселио у Солсбери у Вилтширу, где је купио кућу 2011. Према британским безбедносним званичницима, Скрипаљ је наставио да пружа информације УК и другим западним обавештајним агенцијама у периоду након 2010. године.
Његова супруга умрла је 2012. од дисеминованог рака ендометријума, док се његова кћи вратила у Москву 2014. године и радила је у продаји. Син му је умро у 43. години у марту 2017, под непознатим околностима, у посети Санкт Петербургу; Скрипалољ старији брат је умро две године пре тровања. И Скрипаљова супруга и његов син сахрањени су на гробљу у Солсберију.
У мају 2018, Њујорк тајмс је известио да је Скрипаљ, иако је у пензији, „још увек у игри“. Док је живео у Британији, путовао је у друге земље, састајао се са обавештајним званичницима Чешке Републике, Естоније и Колумбије, највероватније разговарајући о руским шпијунским техникама. У јуну 2016. отпутовао је у Естонију да упозна њихове шпијуне. Руски изгнаник Валериј Морозов рекао је за вести Channel 4 да Сергеј Скрипаљ и даље ради и да је у редовном контакту са војним обавештајцима у руској амбасади.
Иако је првобитно јављено да је Скрипал био близак повереник Кристофера Стила, британског бившег шпијуна који је саставио контроверзни Силов досије, Телеграф је касније писао да је конекцију Скрипаља и Стила измислила руска обавештајна служба.
Новински магазин Фокус је 28. септембра 2018. пренео, позивајући се на изјаву високог званичника НАТО-ове савезничке командне контраобавештајне јединице (ACCI) у Монсу, да је Скрипаљ до 2017. радио за четири обавештајне агенције земаља НАТО-а. Он није само путовао у Праг у пратњи званичника MI6, где је дао информације о активној руској шпијунској мрежи, укључујући неке агенте које је Скрипаљ познавао из периода када је био активан у служби. Он је дао информације естонској тајној служби у Талину, што им је омогућило да идентификују три активна руска тајна оперативца. Скрипаљ је такође сарађивао са шпанском тајном службом Centro Nacional de Inteligencia, обавештавајући агенцију о руском организованом криминалу у шпанском региону Коста дел Сол. Сва путовања му је организовала и одобрила британска спољна обавештајна служба MI6. Марк Урбан је известио да је Скрипаљ 2017. године требало да се састане са представницима швајцарске службе.

## Тровање
Четврог марта 2018. Скрипаљ и његова 33-годишња ћерка Јулија, која је била у посети из Москве, пронађени су „како губе свести на клупи“ у близини тржног центра у Солсберију од стране лекара и медицинске сестре који су пролазили. Док су били у окружној болници у Солсберију, стављени су у индуковану кому да би спречили оштећење органа.
Након инцидента, институције су провериле симптоме код 21 припадника хитне помоћи и јавности. Два полицајца су збринута због могућих мањих симптома, за које се каже да су свраб у очима и пискање, док је трећи, наредник детектив Ник Бејли, који је послат у кућу Сергеја Скрипаља, био у тешком стању. До 22. марта 2018. детектив наредник Бејли се довољно опоравио и био је отпуштен из болнице, а до 15. јануара 2019. вратио се у активну службу.
Дана 29. марта, Јулија је пријављено да је ван критичног стања, „свесна и прича“. Болница је 7. априла известила да се Сергеј Скрипал брзо поправља и да више није у критичном стању, два дана након што је у Москви пријављено побољшање након телефонског позива његове ћерке. Осамнаестог маја 2018, Сергеј Скрипаљ је отпуштен из болнице. Главни лекар за негу Скрипаља рекао је да ће даље лечење бити обезбеђено ван болнице и да је лечење Скрипаља „велики изазов без преседана“.
Полиција је прогласила да је у питању велики инцидент јер су умешане бројне агенције. Шестог марта, у оквиру Националне полицијске мреже за борбу против тероризма договорено је да Команда за борбу против тероризма са седиштем у Метрополитанској полицији преузме истрагу од полиције Вилтшира. Помоћник комесара Марк Роули, шеф полиције за борбу против тероризма, апеловао је на сведоке инцидента након састанка COBR-а којим је председавала министарка унутрашњих послова Амбер Руд.
Дванаестог марта 2018, премијерка Тереза Меј изјавила е да је идентификован нервни агенс коришћен у нападу, који је развила Русија. Агенс је био Новичок. Британске власти су затражиле објашњење од руске владе. Два дана касније, Меј је рекла да је Русија одговорна за инцидент и најавила протеривање 23 руске дипломате као одмазду.
Русија је саопштила да је њеним дипломатама забрањен приступ и Сергеју Скрипалу и његовој ћерки, која је руска држављанка. Би-Би-Си је 31. марта 2018. известио да Уједињено Краљевство разматра захтев руске амбасаде, „у складу са својим обавезама према међународном и домаћем праву“.
Министарство унутрашњих послова одбило је 6. априла захтев за издавање визунеће кињи Сергеја Скрипаља, Викторије Скрипа, јер „није у складу са имиграционим правилима“. Викторија Скрипаљ је намеравала да отпутује у Британију, да врати Јулију у Русију.
Крајем јуна 2018, двојица британских држављана хоспитализована су због тровања у Ејмсберију, 13 километара од Солсберија где је Скрипал нападнут. Једна жртва је преминула у болници. Полиција је утврдила да су отроване истим нервним агенсом Новичок који је коришћен у покушају атентата на Сергеја и његову ћерку, а министар унутрашњих послова Сајид Јавид рекао је Доњем дому да су жртве вероватно биле отроване непрописно одбаченим нервним агенсом који је коришћен за напад на Сергеја.
Шеснаестог фебруара 2019. Сандеј тајмс је известио, не наводећи изворе, да је Сергеј Скрипал „доживео погоршање здравља и да се лечи код лекара”.
Седмог јуна 2020. The Sunday Times је известио да су Сергеј и његова ћерка настањени на Новом Зеланду под новим идентитетом. Неколико недеља касније, New Zealand Herald је изазвао неколико сумњи у вези са извештајем.